# Planetologie
Planetologie (of planeetkunde) is de wetenschap die zich bezighoudt met de systematische studie van planeten, manen, planetoïden en kometen (maar geen sterren zoals de Zon), hun ontstaan en evolutie inbegrepen. Het is een vakoverschrijdende discipline die elementen vanuit de astronomie, de astrobiologie en de aardwetenschappen combineert.

## Vergelijkingen met de Aarde

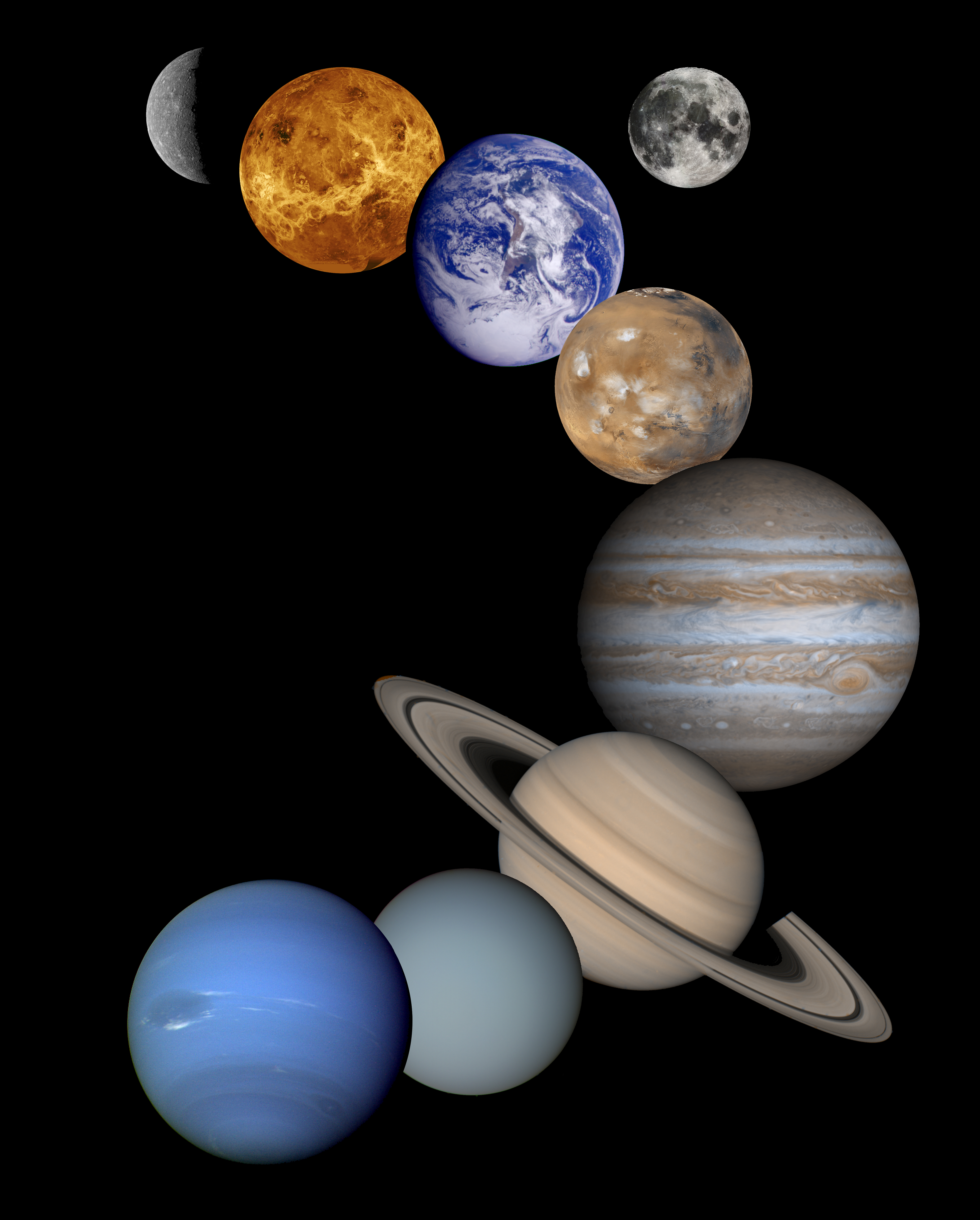
De planeten uit het zonnestelsel, plus de maan

Een bijdrage die de planetologie levert, ligt vooral in de vergelijking van de eigen aardse omgeving met andere vreemde werelden in het zonnestelsel (sinds 1995 ook daarbuiten). Dit helpt de mens zijn eigen omgeving te relativeren en geeft een beter begrip in de rol van processen die op Aarde vanzelfsprekend zijn.
Voorbeelden:
- Dat het op Aarde water regent wordt als vanzelfsprekend gezien. Op de planeet Venus regent het echter zwavelzuur.
- Rivieren op Aarde bestaan uit vloeibaar water. Op de Saturnusmaan Titan is vloeibaar water niet mogelijk, toch zijn op de foto's van de Europese Titanlander Huygens duidelijke rivierpatronen te zien. Waarschijnlijk gaat het hier om vloeibaar methaan.
- Op Aarde bestaat lava uit vloeibaar gesteente. Op de Jupitermaan Ganymedes (en andere ijswerelden) vindt men zogenaamd cryovulkanisme waarbij 'lava' bestaat uit vloeibaar water.

## Geschiedenis

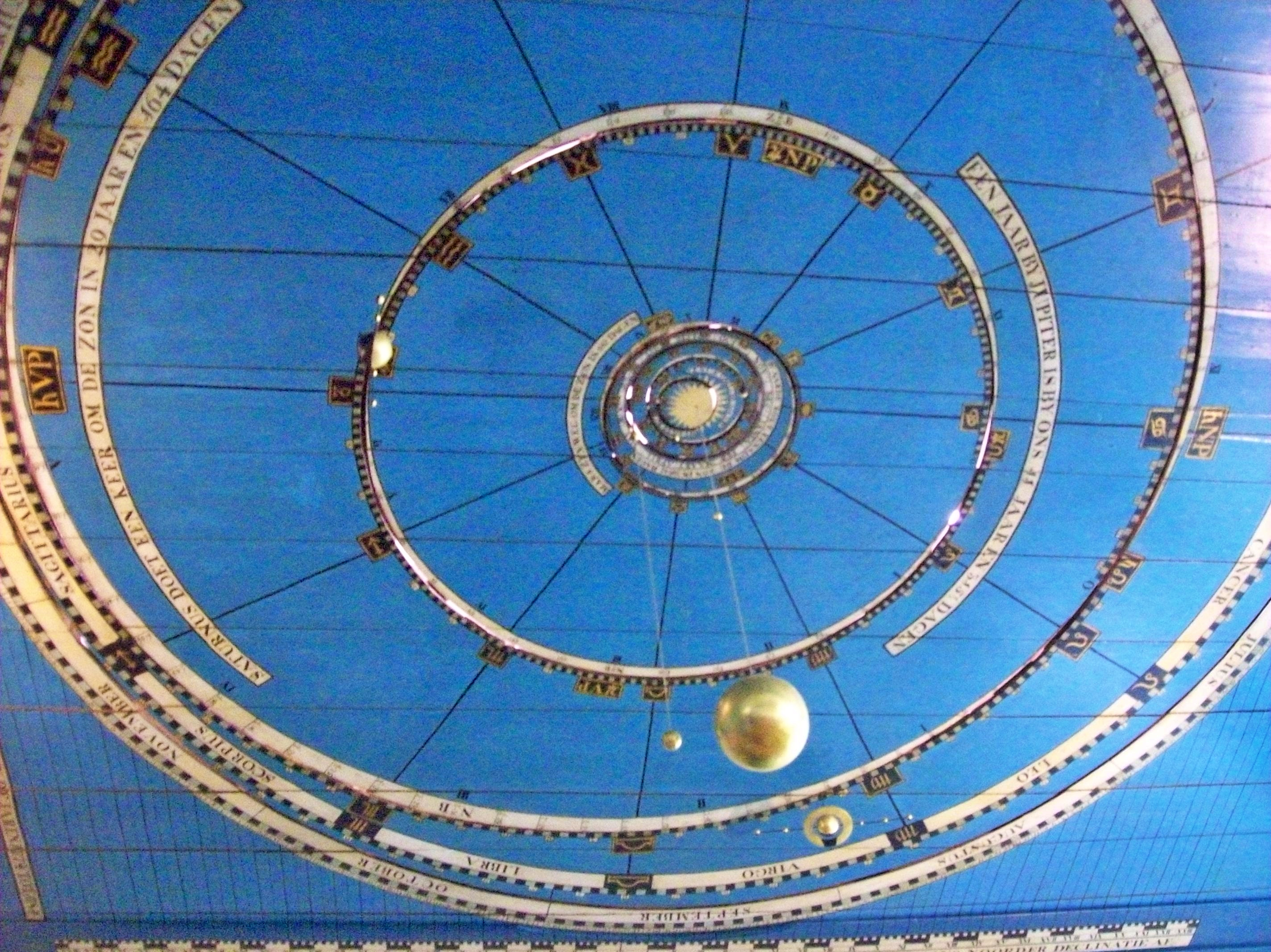
Het planetarium van Eise Eisinga

Oorspronkelijk bleef de studie van planeten beperkt tot het observeren en berekenen van de planeetbanen, maar naarmate de telescopen beter werden, kon men meer details waarnemen. Zo ontdekte Galileo Galileï op de Maan kraters en vlakten. Op het einde van de 19e eeuw en het begin van de 20e eeuw waren de zogenaamde Marskanalen het gespreksonderwerp bij de planeetwaarnemers.

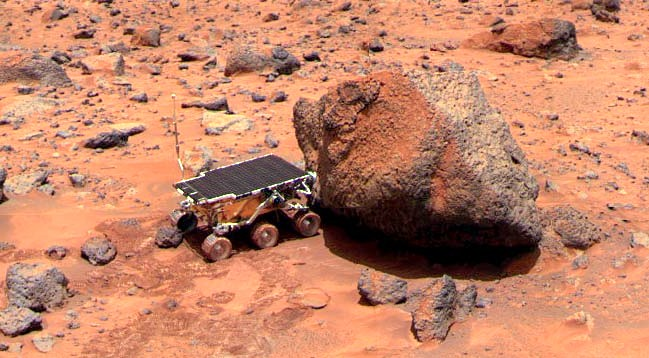
De Mars Pathfinder op de planeet Mars

De planetologie nam echter pas een hoge vlucht op het moment dat men planeten en manen met ruimtetuigen van dichterbij kon gaan bestuderen. Op die manier ging men iedere planeet als een wereld op zich zien met zijn eigen specifieke eigenschappen. Een pionier was de Nederlands-Amerikaanse sterrenkundige Gerard Kuiper. Een nieuwe impuls voor deze wetenschap is sinds 1995 de ontdekking van planeten buiten het zonnestelsel en daarmee andere planetenstelsels.